# 漢斯頓 (堪薩斯州)
漢斯頓（英語：Hanston）是一個位於美國堪薩斯州霍治曼縣的城市。

## 地方資料
根據2020年美國人口普查的數據，漢斯頓的面積為0.70平方千米，當中陸地面積為0.70平方千米，而水域面積為0.00平方千米。當地共有人口259人，而人口密度為每平方千米370人。